# Athelia coprophila
Athelia coprophila ist eine Ständerpilzart aus der Familie der Gewebehautverwandten (Atheliaceae). Sie bildet resupinate, weiße und schimmelteppichartige Fruchtkörper auf der Rinde von Laubbäumen, verfaultem Stroh oder auch Rinderdung aus. Die Art bewohnt mit dem nördlichen Europa und Nordamerika ein holarktisches Areal und gilt überall als selten.

## Merkmale

### Makroskopische Merkmale
Athelia coprophila bildet wie alle Arten der Gewebehäute (Athelia) cremefarbene, dünne Fruchtkörper mit glattem Hymenium und unscheinbaren bis gespinstartigen Ränder aus. Sie lassen sich leicht vom Substrat ablösen.

### Mikroskopische Merkmale
Athelia coprophila besitzt eine für Gewebehäute typische monomitisch Hyphenstruktur, das heißt, sie besitzt lediglich generative Hyphen, die dem Wachstum des Fruchtkörpers dienen. Die Hyphen sind hyalin und dünn- bis basal leicht dickwandig. Die Subicularhyphen besitzen so gut wie nie Schnallen, die Subhymenialhyphen weisen diese jedoch häufig auf. Beide sind 4–5 µm breit und meist rechtwinklig verzweigt. Die Art verfügt nicht über Zystiden. Ihre Basidien sind lang keulenförmig, 20–25 × 6–7,5 µm groß und wachsen in der Regel in Nestern an den Enden der Trägerhyphen. An der Basis sind sie stets beschnallt, sie besitzen vier, selten zwei Sterigmata. Die Sporen des Pilzes sind kugelig bis breitellipsoid geformt, 4,5–6,5 × 4–6 µm groß, glatt und dünnwandig sowie hyalin. Sie besitzen einen deutlichen Apiculus und sind teils mit Öltropfen besetzt.

## Verbreitung
Die bekannte Verbreitung von Athelia coprophila umfasst das nördliche Europa (Deutschland, Schweden, Britische Inseln) sowie Kanada und die USA. Die Art gilt überall als selten.

## Ökologie
Athelia coprophila ist ein Saprobiont, der verfaulende Pflanzenreste besiedelt. Die Art ist unter anderem auf Laubholzrinde, verfaultem Stroh, Gräsern oder auch auf Rinderdung zu finden.